# Christoph Gentges
Christoph Gentges (Eupen, 8 mei 1974) is een Belgisch politicus voor de liberale PFF.

## Levensloop
Van opleiding gegradueerde in management, werd Christoph Gentges beroepshalve commercieel directeur in de industriële toeleveringssector.
Hij trad tevens in de politieke voetsporen van zijn vader Bernd Gentges, parlementslid en minister in de Duitstalige Gemeenschapsregering. Van 1992 tot 1994 was Gentges voorzitter van de JFF, de jongerenafdeling van de PFF. 
Hij was vervolgens bijna twintig jaar niet meer politiek actief, tot hij zich kandidaat stelde bij de Duitstalige Gemeenschapsverkiezingen van mei 2014. In juni 2014 werd hij lid van het Parlement van de Duitstalige Gemeenschap als opvolger van Isabelle Weykmans, die Duitstalig Gemeenschapsminister werd. Hij zetelde tot aan de verkiezingen van mei 2019, waarbij hij uit ontevredenheid met de werking van het parlement  niet meer opkwam voor het Duitstalige Gemeenschapsparlement. Wel stond Gentges als opvolger op de PFF-lijst voor het Europees Parlement.